# مدرسة طب جامعة جونز هوبكنز
مدرسة طب جامعة جونز هوبكنز (بالإنجليزية: Johns Hopkins University School of Medicine)‏ هي إحدى الكليات لتدريس الطب في الولايات المتحدة الأمريكية. تقع في مدينة بالتيمور في ولاية ماريلاند الأمريكية. نوع الشهادة الطبية التي يتم تحصيلها هناك هي دكتور في الطب.

## خريجون بارزون
- ألفرد بلالوك
- هيلين توسيغ
- هاري كلاينفلتر: مكتشف متلازمة كلاينفلتر

## أساتذة بارزون
- ألفرد بلالوك
- غريغ سيمينزا